# Крайние точки Швеции
Ниже приведён список крайних точек Швеции.

## Крайние точки
- Северная точка — Трериксрёсет.

69°03′36″ с. ш. 20°32′50″ в. д.
- Южная точка — Смюгехук.

55°20′14″ с. ш. 13°21′30″ в. д.
- Западная точка — Стура-Драммен.

58°55′43″ с. ш. 10°57′27″ в. д.
- Восточная точка — остров Катая.

65°42′40″ с. ш. 24°09′00″ в. д.

## Крайние высоты
- Высшая точка — гора Кебнекайсе (2104 м).

67°54′00″ с. ш. 18°31′00″ в. д.
- Нижняя точка — Кристианстад (-2,41 м).

55°59′02″ с. ш. 14°12′44″ в. д.

## Примечания

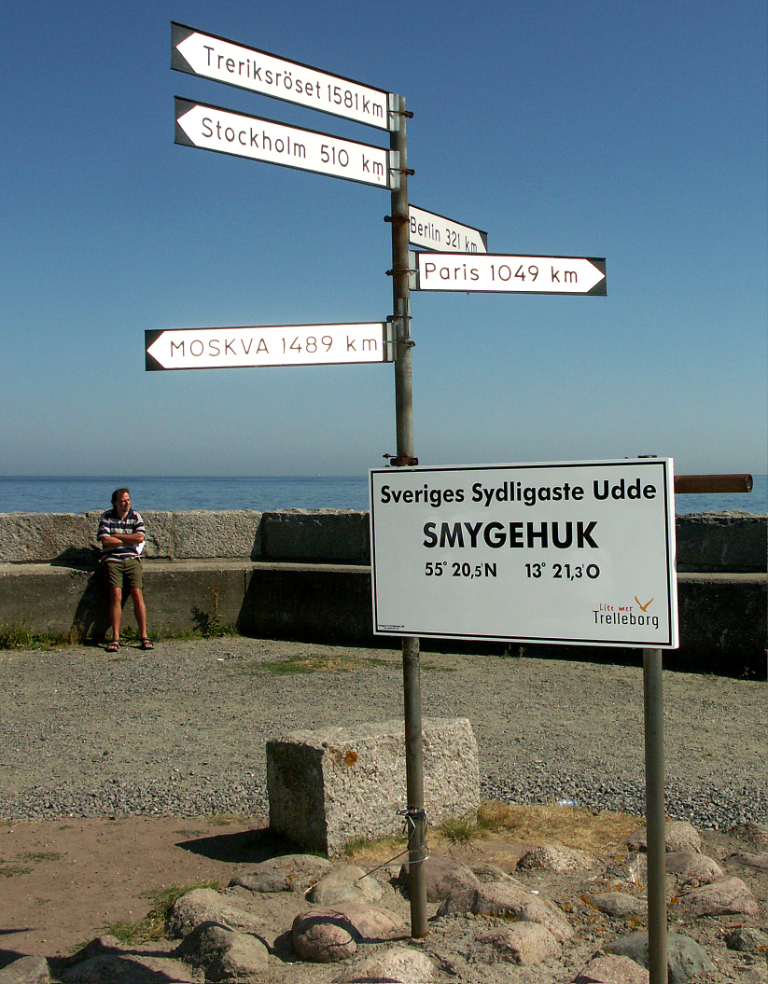
Смюгехук — самая южная точка Швеции